# 央金拉姆 (拉薩)
央金拉姆（藏語：གཡང་ཆེན་ལྷ་མོ།，藏语拼音：Yungchen Lhamo）是一位流亡藏族歌手与歌曲创作者。
央金拉姆出生于中国西藏自治区拉萨市。她的名字是一位喇嘛所起，意思是“歌曲女神”。央金拉姆于1989年离开西藏，流亡到达兰萨拉去见第十四世达赖喇嘛。她声称希望用她的歌声让世界了解西藏文化和西藏的形势。在获得西藏流亡政府难民身份证明后，她于1993年搬到了澳大利亚，后于2000年搬到了美国纽约市。

## 外部連結
- Yungchen's Real World
- WOMAD Yungchen Lhamo page（页面存档备份，存于）